# Timothy Laurence
Timothy Laurence (ur. 1 marca 1955 w Londynie) – brytyjski żołnierz zawodowy, admirał floty Royal Navy, w latach 1986–1989 adiutant królowej Elżbiety II, od 1992 drugi mąż księżniczki Anny.

## Życiorys

### Kariera zawodowa
Jest absolwentem studiów licencjackich w zakresie geografii na Durham University. Ukończył również Britannia Royal Naval College w Dartmouth, szkołę oficerską brytyjskiej marynarki wojennej. W 1975 otrzymał pierwszy stopień oficerski podporucznika. Pierwszym okrętem, na którym służył, była fregata HMS „Aurora”. Następnie pracował przez pewien czas w wojskowym ośrodku szkoleniowym HMS „Vernon”, po czym znalazł się w załodze trałowca HMS „Pollington”. Pod koniec lat 70. był krótko nawigatorem królewskiego jachtu HMY „Britannia”, po czym został nawigatorem niszczyciela HMS „Sheffield”. Następnie dowodził okrętem patrolowym HMS „Cygnet”. 
Po odbyciu dalszych studiów wojskowych, w 1985 został skierowany do służby na fregacie HMS „Alacrity”. W latach 1986–1989 był adiutantem królowej Elżbiety II. W 1989 trafił do załogi fregaty HMS Boxer, zaś w 1990 został jej dowódcą. W latach 1992–1994 pełnił służbę sztabową w Ministerstwie Obrony Wielkiej Brytanii, zaś w 1994 został asystentem wojskowym ministra Malcolma Rifkinda. W latach 1995–1996 dowodził fregatą HMS „Cumberland”, biorącą wówczas udział w misji IFOR na Bałkanach. Następnie został dowódcą fregaty HMS „Montrose” i zarazem całej 6. Eskadry Fregat. 
W latach 1997–1999 ponownie pracował w Ministerstwie Obrony. Następnie był badaczem-gościem (visiting fellow) na St Antony’s College w Oksfordzie, a później został jednym z zastępców komendanta Joint Services Command and Staff College, kolegium wojskowego wyspecjalizowanego w prowadzeniu szkoleń dla oficerów najwyższych szczebli. W latach 2001–2004 po raz trzeci służył w Ministerstwie Obrony, tym razem na stanowisku Dyrektora Programów i Zasobów Royal Navy. W 2004 został awansowany na kontradmirała i mianowany jednym z zastępców szefa Sztabu Obrony, odpowiedzialnym za planowanie i zasoby. W 2007 otrzymał awans na admirała floty i objął kierownictwo Defence Estates, agendy odpowiedzialnej za zarządzanie nieruchomościami wojskowymi.
W 2010 przeszedł w stan spoczynku. Od tego czasu bierze udział w licznych projektach charytatywnych i biznesowych.

### Życie prywatne
Laurence poznał księżniczkę Annę w drugiej połowie lat 80., gdy był adiutantem jej matki. W 1992 wzięli ślub w kościele parafialnym w wiosce Ballater, niedaleko królewskiej rezydencji Balmoral w Szkocji. Dla niego był to pierwszy ślub, ale dla niej drugi, dlatego małżeństwo zostało zawarte w obrządku Kościoła Szkocji, który, inaczej niż Kościół Anglii, dopuszcza udzielanie ślubów kościelnych osobom rozwiedzionym. Podobnie jak pierwszy mąż księżniczki Anny, Laurence nie otrzymał tytułu książęcego. Nie wszedł też do ścisłej rodziny królewskiej, co w praktyce oznacza, iż niekiedy pojawia się w sytuacjach oficjalnych jako mąż księżniczki Anny, natomiast (inaczej niż żony synów królowej) nigdy nie reprezentuje monarchini samodzielnie.

## Odznaczenia
W 1989 otrzymał Królewski Order Wiktoriański klasy Kawaler. W 2011 został podniesiony do rangi Rycerza Komandora tego orderu, co pozwoliło mu dopisywać przed nazwiskiem tytuł Sir. W 2007 otrzymał Order Łaźni klasy Kawaler.